# Myochrous severini
Myochrous severini är en skalbaggsart som beskrevs av Blake 1950. Myochrous severini ingår i släktet Myochrous och familjen bladbaggar. Inga underarter finns listade i Catalogue of Life.